# ويليام جونسون (ضابط)
ويليام جونسون (بالإنجليزية: Sir William Johnson, 1st Baronet) (و. 1715 – 1774 م) هو سياسي، ودبلوماسي، وضابط أيرلندي، ولد في مقاطعة ميث، شارك في Congress of Alexandria ‏، ويحمل رتبة عسكرية فريق أول، توفي عن عمر يناهز 59 عاماً، بسبب سكتة.

## روابط خارجية
- ويليام جونسون على موقع الموسوعة البريطانية (الإنجليزية)